# 東亜林業
東亜林業株式会社（とうありんぎょう）は、広島県福山市に存在する企業。木材加工で日本屈指の規模を有していたが、2019年以降は、不動産業などへ注力することが発表されている。

## 概要
1956年に創業した木材加工業者。尾道糸崎港（松永港区）を輸入拠点として、アメリカ合衆国産のベイマツの製材で国内2位のシェアを有した時期もあった。
近年は、製材ラインを全自動化し、寸法精度の高い構造材を全国のプレカット工場に供給してきたが、2018年をもって製材事業を休止。不動産事業、箸事業、フォークリフト事業にシフトしていくことが発表されている。